# Basílica de Santa María la Mayor (Pontevedra)
La iglesia de Santa María la Mayor de Pontevedra (Galicia, España), es una iglesia católica, datada en el siglo XVI, que desde 1962 es Basílica, por decreto del Papa Juan XXIII. Combina los estilos gótico tardío y renacentista. Actualmente, está considerada como BIC (Bien de Interés Cultural, con número de identificación RI-51-0000828) y fue declarada Monumento histórico-artístico perteneciente al Tesoro Artístico Nacional mediante decreto de 3 de junio de 1931. El templo tiene también la distinción de "Real Santuario", desde que le fue concedida en el año 2000, por merced de Su Majestad el Rey D. Juan Carlos I de España.

## Historia
Pontevedra no es sede de obispado, pertenece a la archidiócesis de Santiago de Compostela, por lo que no hay en ella una catedral como tal. Por esta razón la basílica de Santa María la Mayor, es considerada como la catedral de Pontevedra. Se ubica en el casco antiguo de Pontevedra, al final de la Avenida Santa María y con frente lateral a la plaza de Alonso de Fonseca; justo en el mismo sitio donde antiguamente se erigía una pequeña iglesia románica, que se derribó al principio del siglo XV.
La construcción del templo actual fue promovida por los arzobispos de Santiago de Compostela Alonso de Fonseca y Acevedo y Alonso de Fonseca y Ulloa, y apoyada por varias familias nobles de la villa, como los Barbeito y Padrón, los Mariño de Lobera, los Arango Sotomayor, los Pereira de Castro o los Abreu Araújo, además de varias entidades gremiales, como la Cofradía do Corpo Santo, de los mareantes, entidad civil más antigua de Pontevedra y gremio de mar más antiguo de toda España, así como las cofradías de San Mauro, de los panaderos; San Miguel, de los marineros matriculados; o la Cofradía de la Santísima Trinidad, de los sacerdotes.
El influyente Gremio de Mareantes de Pontevedra desempeñó un papel fundamental en la financiación de la basílica, sufragando los gastos mediante cestas de pescado obtenidas de sus faenas en el mar. A lo largo de la Edad Moderna, el templo se erigió como uno de los símbolos más emblemáticos del poder del Gremio.
Se construyó siguiendo los planos de Juan de los Cuetos y Diego Gil, entre otros (Cornielles de Holanda, Mateo López, Sebastián Barros, Domingo Fernándes y Juan Noble). La fachada principal plateresca a modo de retablo pétreo fue finalizada en 1541, la última bóveda interior se cerró en 1559 y la torre a la derecha de la portada fue añadida por Mateo López en 1605.

## Descripción
Se trata de un edificio de estilo gótico isabelino, con influencias del estilo manuelino portugués.

### Exterior
Externamente destacan sus fachadas. La principal, orientada a oeste,  presenta una amplia escalinata de acceso. Tiene estructura en forma de retablo, con tres cuerpos abundantemente decorados (siguiendo el estilo plateresco), obra del maestro Cornielis de Holanda y Juan Noble, y datada en 1541. La portada, de estilo plateresco, se presenta como un elaborado tapiz arquitectónico, flanqueada por dos imponentes contrafuertes. Se organiza en tres calles, cada una delimitada por columnas de tres órdenes superpuestos, en las que se alternan escenas escultóricas en altorrelieve con figuras y motivos decorativos de fina labra. Entre los grupos escultóricos, sobresalen la representación de la Asunción de la Virgen y la escena del Tránsito. La puerta se sitúa en el cuerpo central y presenta un arco de medio punto enmarcado por las esculturas de San Pedro y San Pablo. En la parte superior a la puerta se puede contemplar un relieve de la dormición de la Santísima Virgen; y por encima de él decoración sobre la base de medallones en forma de conchas de vieiras, así como esculturas de santos, personajes bíblicos e incluso históricos; y, todavía más alto, un rosetón (responsable de la iluminación del espacio interior), simbolismo del cielo. La fachada se ve coronada por un Calvario y por último la crestería típica del estilo manuelino portugués. Entre las figuras de los santos que aparecen en la decoración de esta fachada, se pueden distinguir los bustos de Cristóbal Colón y Hernán Cortés que están situados a los lados del rosetón.
También presenta una fachada en la cara sur del edificio, con un arco de medio punto con jamba pétrea decorada barrocamente y en ella destaca el crucero de dimensiones considerables. Muestra además crestería manuelina coronando los muros y el ábside del templo, el cual exhibe un gran ventanal decorado siguiendo el estilo manuelino.

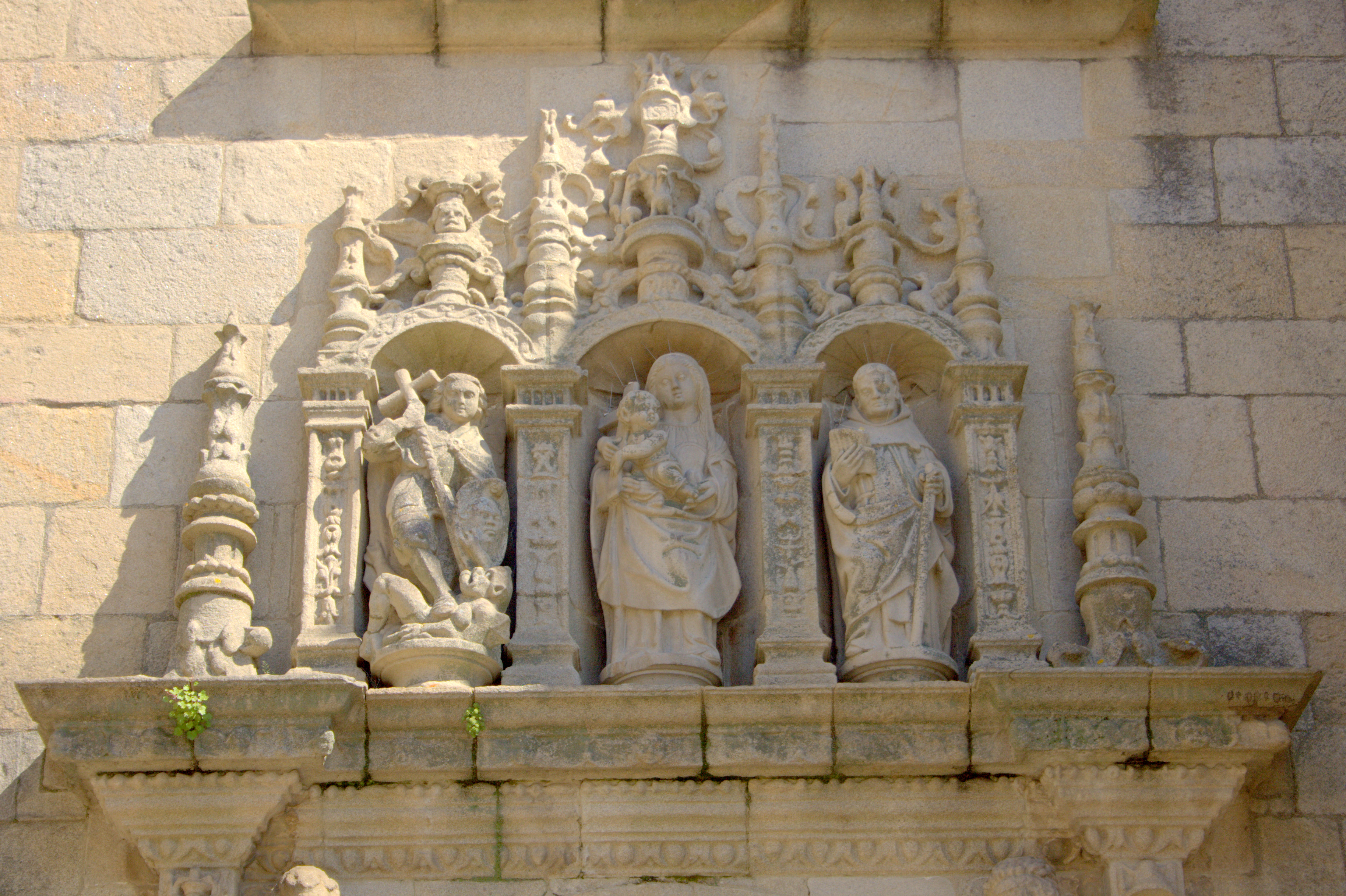
Detalle decoración externa.
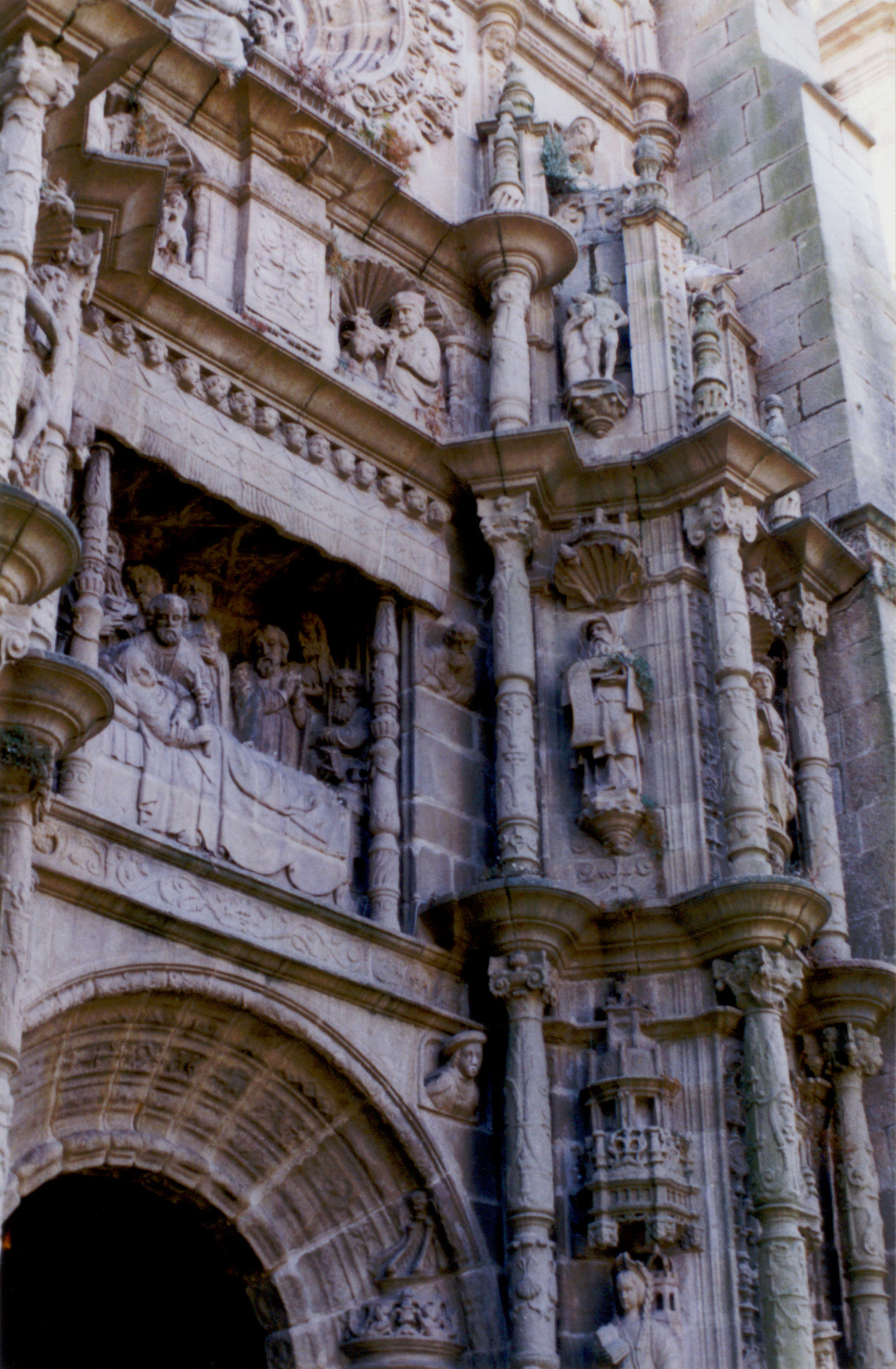
Detalle fachada principal. Dormición de la Virgen.
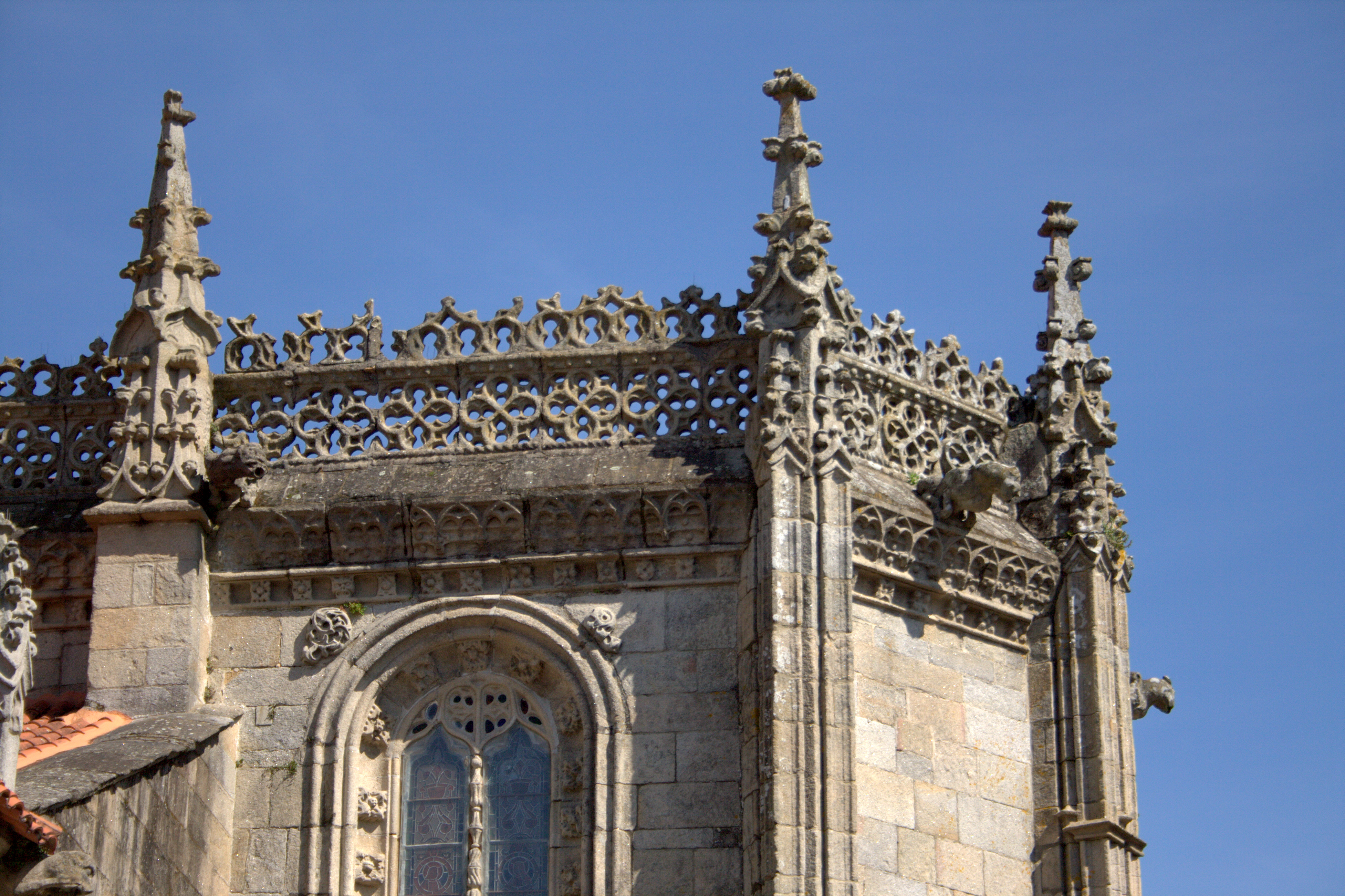
Detalle crestería.
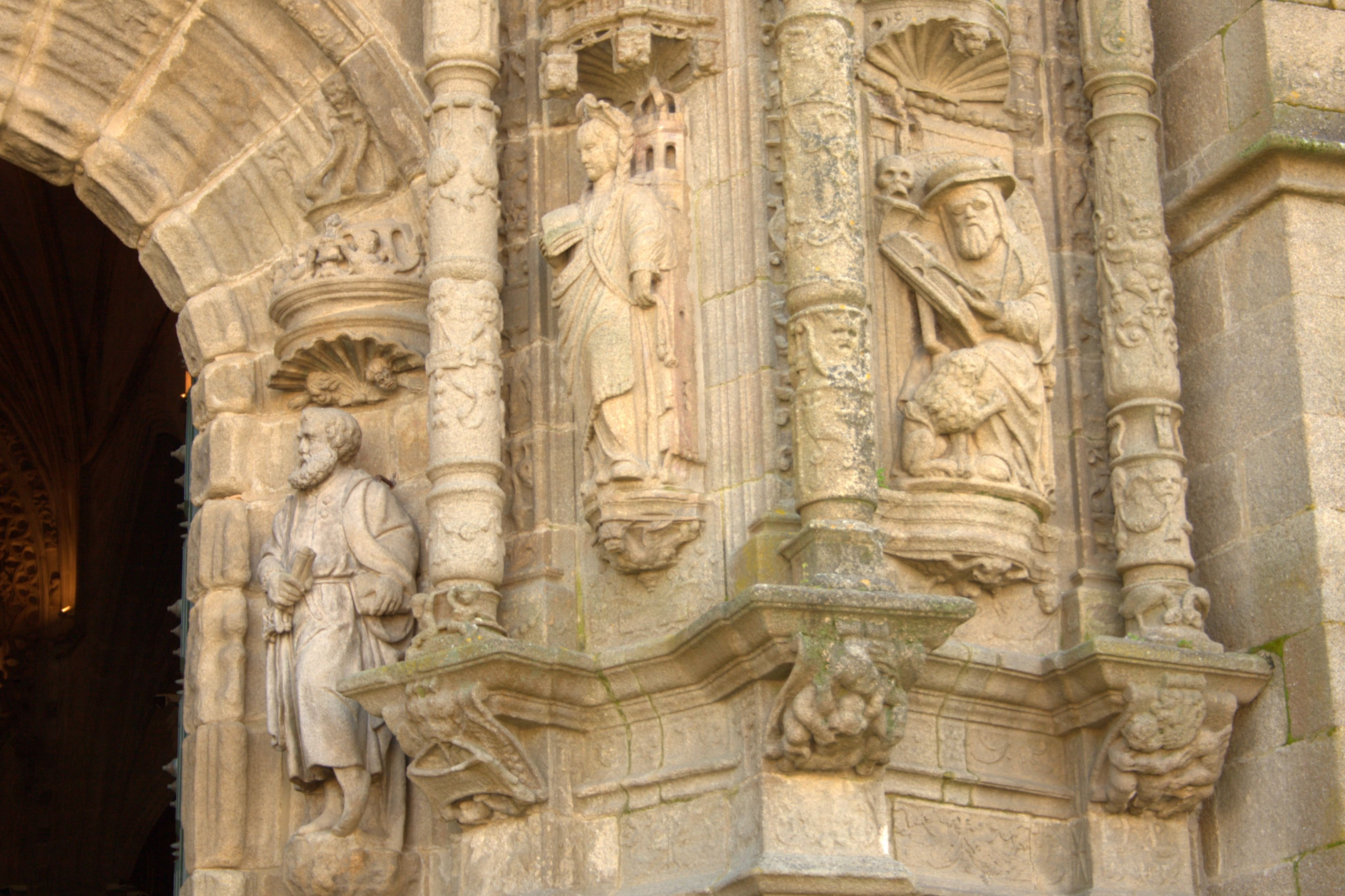
Detalle puerta principal.
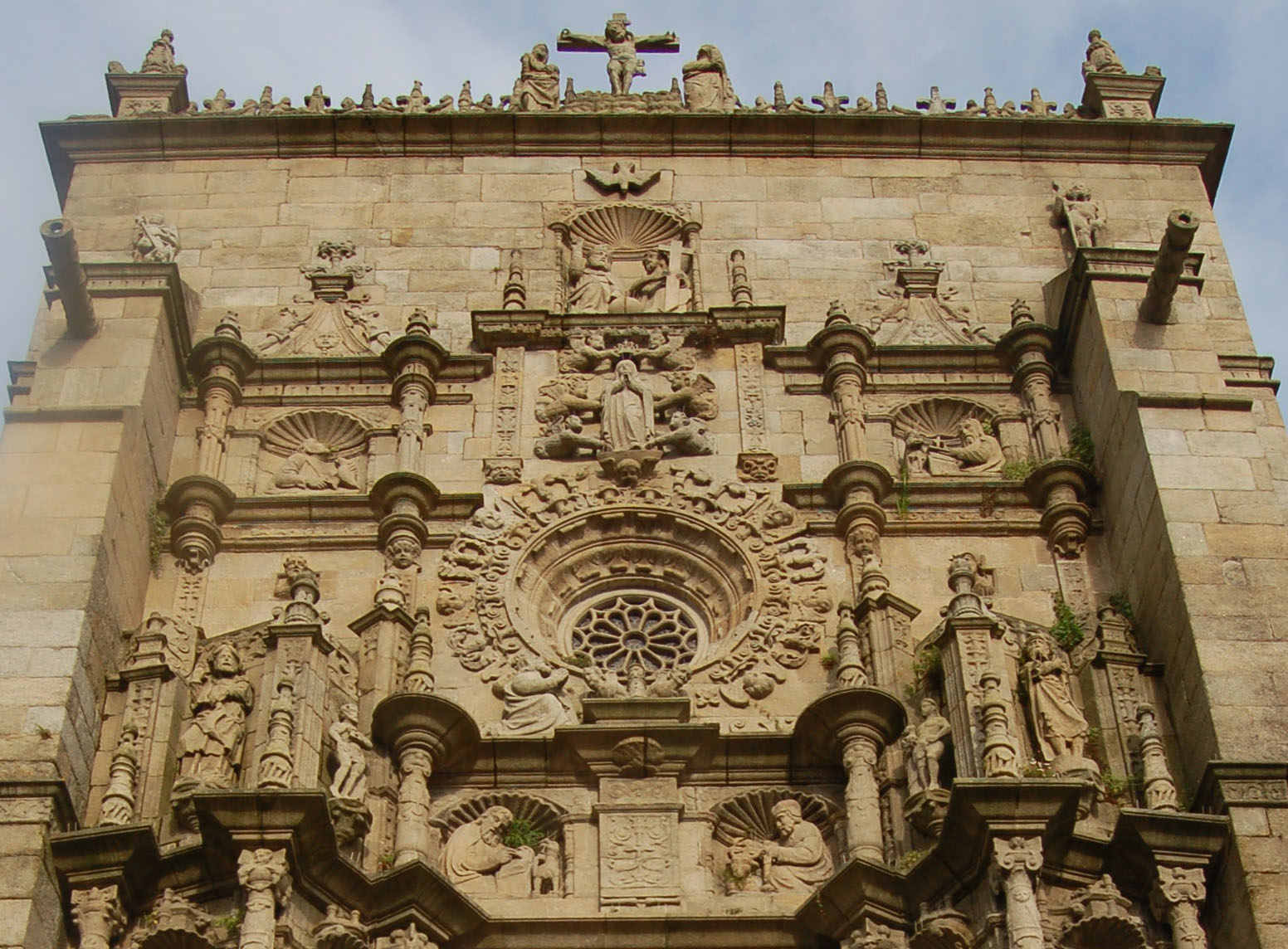
Detalle decoración superior.
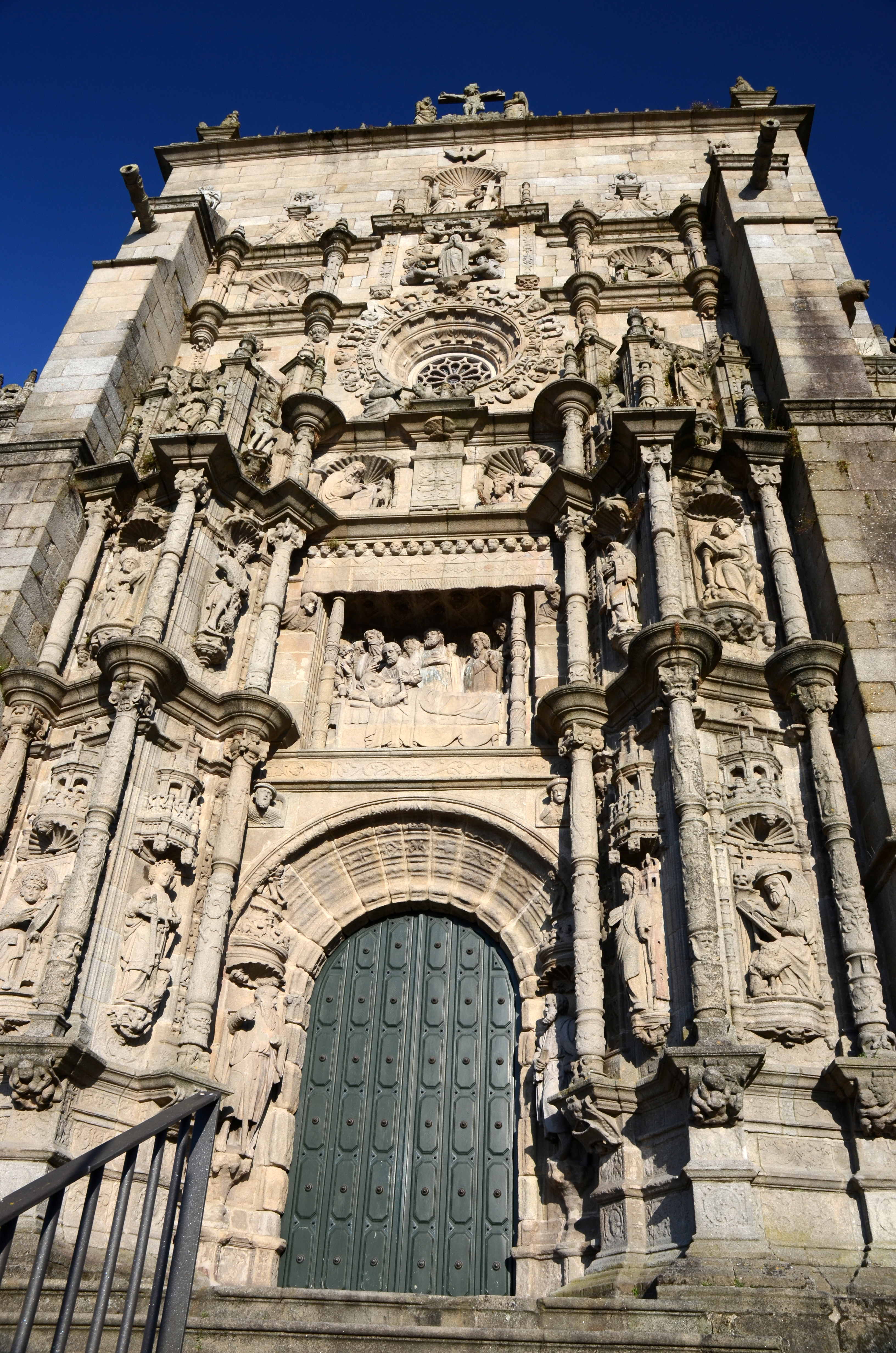
Pórtico.

### Interior
La iglesia presenta planta basilical con tres naves (la central con predominio de estilo renacentista, mientras que las otras dos, al igual que las capillas, están influidas por el estilo tardogótico) y capillas laterales.
La cubierta de las naves, así como de las capillas laterales se ejecuta mediante bóvedas de crucería, de entre las cuales hay que destacar la que fue llevada a cabo por parte de Diego Gil en el año 1522.
En la conocida como Capilla Mayor se puede contemplar un retablo de madera de castaño y nogal, de fábrica moderna, ya que se puede datar entre finales del siglo XIX y principios del siglo XX, obra de escultor gallego creador de una escuela de talla en Santiago de Compostela, Máximo Magariños, que realizó también el púlpito, así como catorce cuadros con bajos relieves que forman las catorce estaciones del Vía Crucis de la iglesia.
Otras capillas dignas de mención son:
- Capilla del Cristo, que también se le conoce como Capilla del Buen Jesús e incluso de la Angustia. En ella se puede contemplar un altar de estilo barroco, datado en el siglo XVIII y obra de José Ferreiro. Esta capilla tiene una inscripción en la que se indica que la fundación de la misma se debe a la familia Barbeito Padrón en 1525, razón por la cual en ella están enterrados además de los fundadores (el matrimonio formado por Juan de Barbeito y Teresa Álvarez Figueroa), otros miembros de esta familia.[5]
- Capilla de las Angustias, en la que hay una imagen de la Virgen de las Angustias, un escudo de los Fonseca y donde reposan los restos de Bartolomé Sarmiento.[5]
- Capilla de la Purísima, con su retablo de madera (en el que se venera la imagen de la Virgen de la Esperanza, conocida como la Virgen de la O,  que es la patrona de Pontevedra ciudad)  con cinco Tablas datadas en 1500 y obra del escultor portugués Atayde.[5]
- Capilla de la Trinidad, con un altar semejante al de la capilla del Cristo , pero con simbolismos y esculturas referentes al Padre, Hijo y Espíritu Santo (Santísima Trinidad). Además en él podemos ver una talla de Nuestra Señora con el Niño, de escasas dimensiones, que se sitúa sentada sobre el Arca de Noé, la cual se utiliza de Sagrario. Además lateralmente presenta las imágenes en madera policromada de los apóstoles Pedro y Pablo.[5]
- Altar de la Virgen Dolorosa, en el que hay un retablo barroco en cuya parte inferior y dentro de una urna acristalada se puede ver un Cristo Yacente.[5]

La contraportada occidental de la basílica de Santa María, que ocupa toda la anchura de la nave central, es una de las obras más destacadas del templo por su compleja estructura y rica ornamentación. Decorada con figuras y alegorías, representa una lucha simbólica entre vicios y virtudes, intercalando escenas bíblicas, mitológicas y de la vida cotidiana. Esta contraportada, concebida como un speculum o espejo de enseñanzas bíblicas, servía para recordar a los fieles las doctrinas de la iglesia, subrayando la dualidad entre la salvación y los peligros del alma al salir del templo. Este retablo pétreo ha sufrido modificaciones a lo largo del tiempo, dificultando su interpretación. En 1571 se construyó un coro alto que probablemente alteró la contraportada original, erigida entre 1541 y 1546, posiblemente con la participación de Cornielles de Holanda.

## Cultura
La Real Basílica es la sede de la parroquia de Santa María la Mayor de Pontevedra. Ésta fue regida por el Jaime Vaamonde Souto entre diciembre de 1996 y agosto del 2012. Actualmente son párrocos in solidum de la misma el vicario episcopal territorial de Pontevedra, Calixto Cobo Franco, y el delegado diocesano de apostolado seglar, Francisco Javier Porro Martínez.

## Galería de imágenes

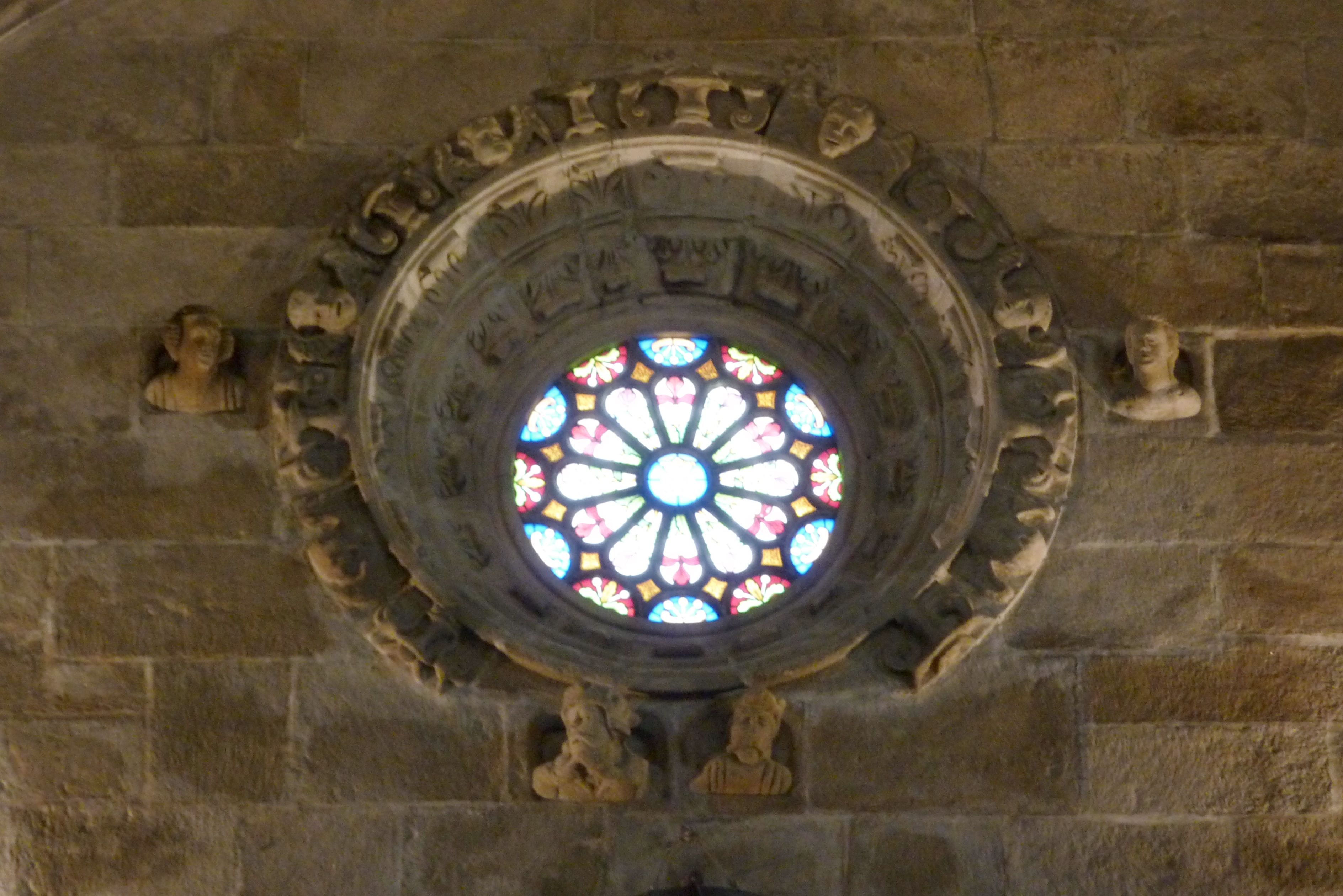
Vista interior del rosetón.
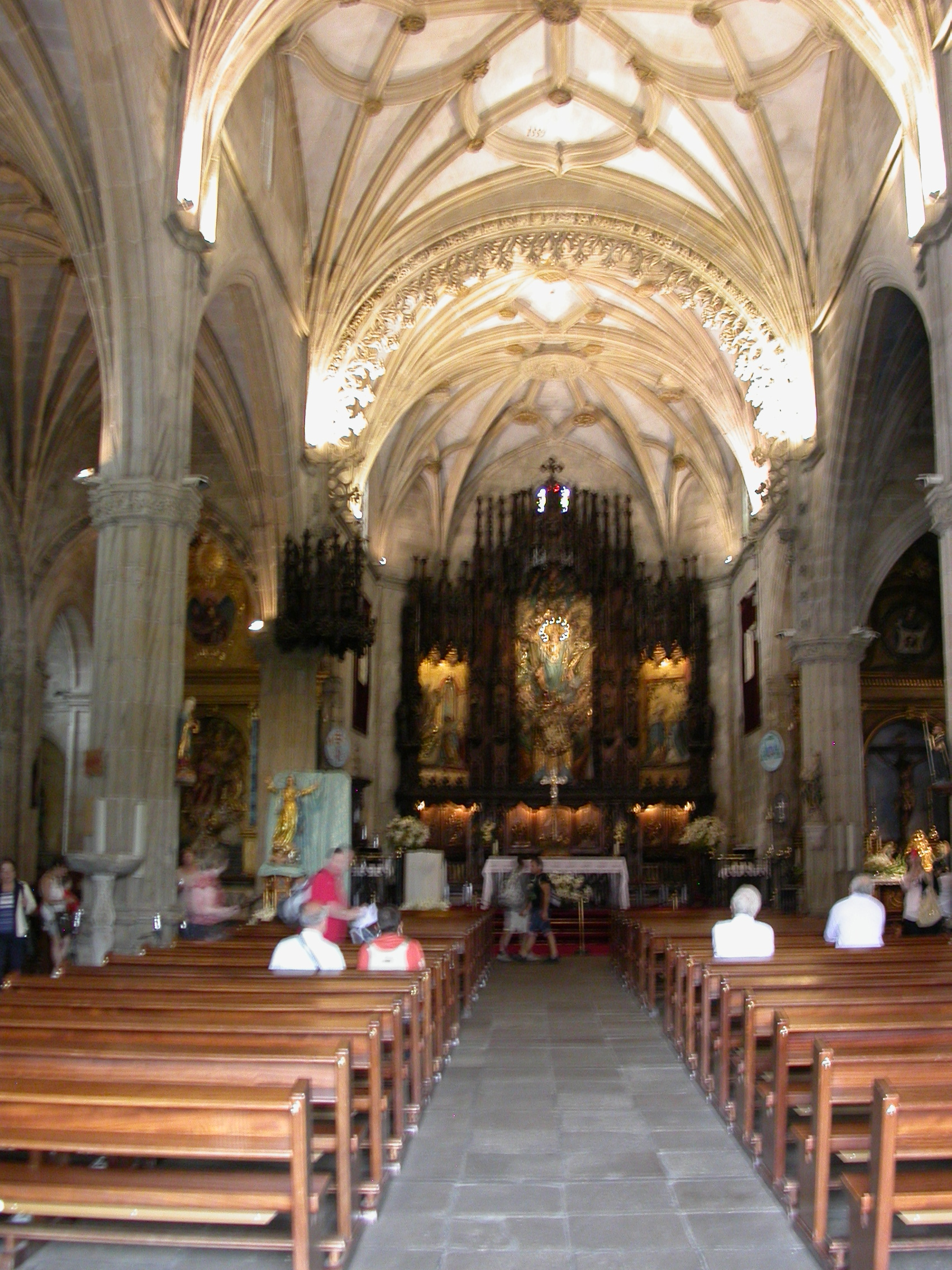
Nave Central.
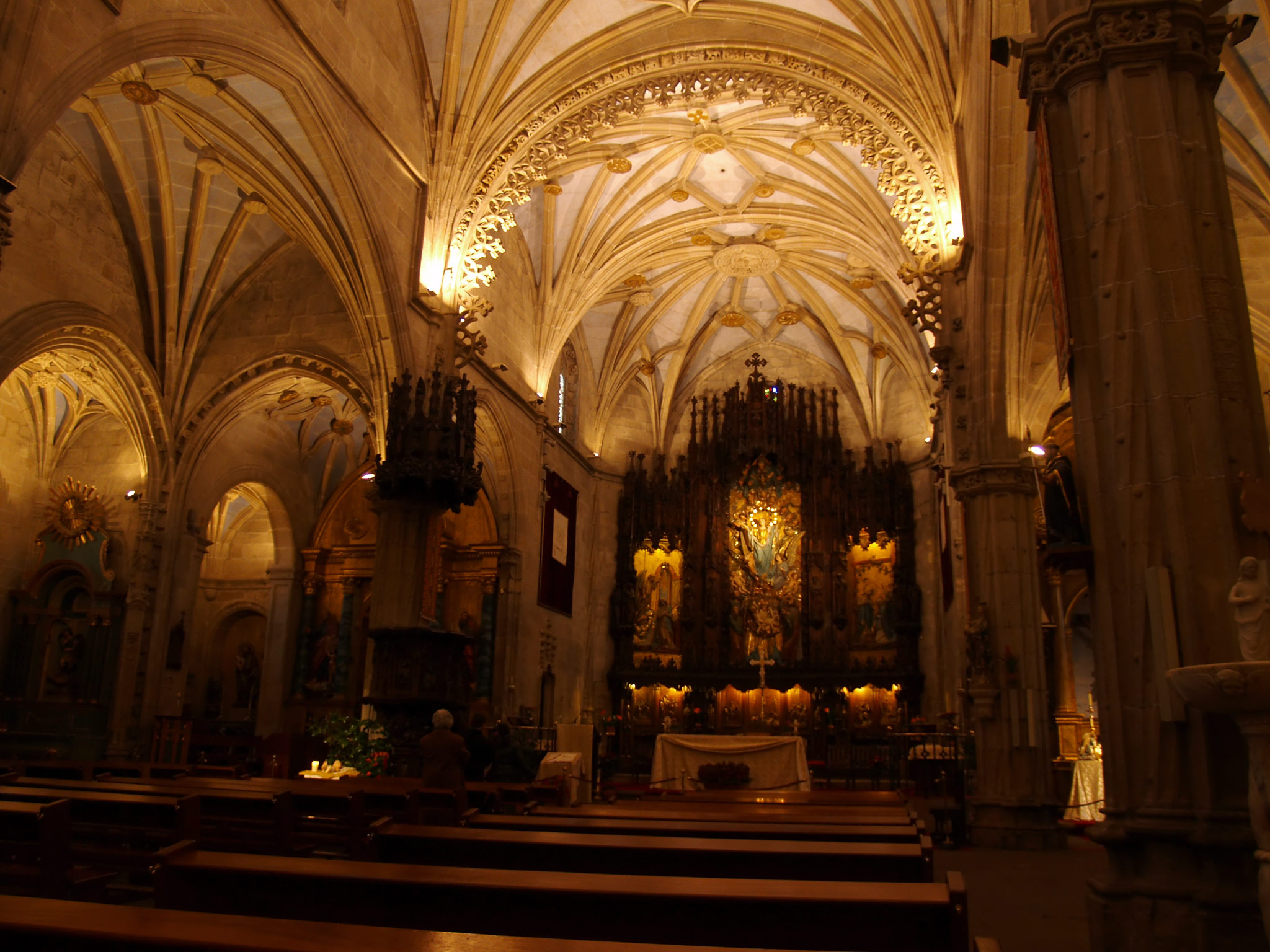
Altar mayor y naves laterales.
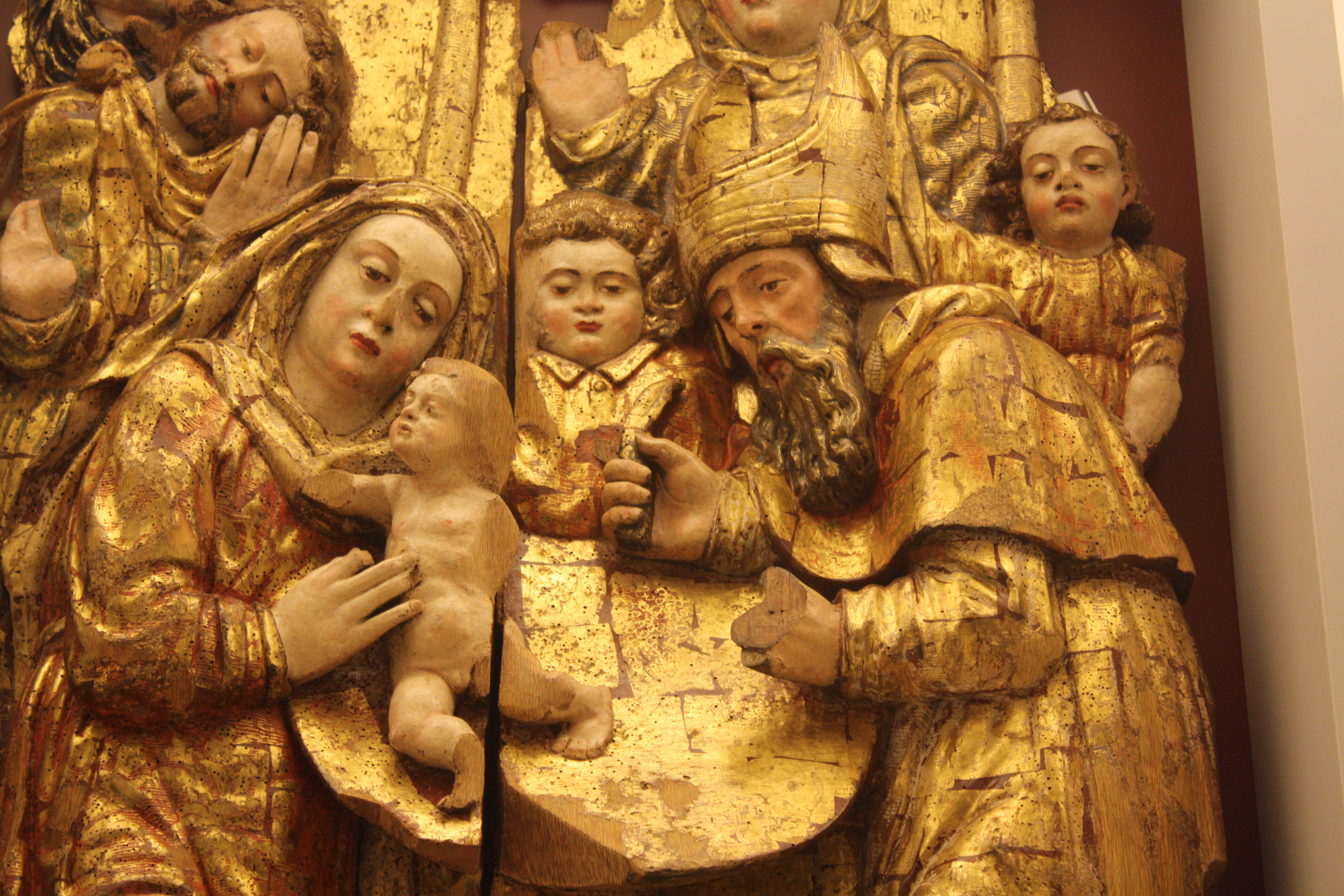
Detalle del antiguo retablo de Santa María, hoy en el Museo de Pontevedra.